# Leptocentrus albonotatus
Leptocentrus albonotatus är en insektsart som beskrevs av William Lucas Distant. Leptocentrus albonotatus ingår i släktet Leptocentrus och familjen hornstritar. Inga underarter finns listade i Catalogue of Life.